# Lliga de Campions Femenina de la UEFA
La Lliga de Campions Femenina de la UEFA (en anglès: UEFA Women's Champions League) és una competició internacional de futbol d'equips de futbol femení que es disputa a Europa. De caràcter anual, l'organitza la UEFA i hi participen els millors clubs de les lligues de futbol afiliades a la UEFA.
Tot i el domini inicial dels equips alemanys, el dominador de la competició és l'Olympique de Lió amb vuit títols. Amb tres triomfs, el Futbol Club Barcelona és el tercer equip en nombre de victòries: l'ha aconseguit la temporada 2020-21, la 2022-23 i la 2023-24.

## Història
La competició va ser fundada el 2001 com a UEFA Women's Cup. Només la jugaven les campiones de lliga i les vigents campiones, tal com es feia a l'antiga Copa d'Europa, i la final es jugava a doble partit, com en la Copa de la UEFA d'abans de 1998. Abans de la final es jugava una fase prèvia, una segona fase de grups on entraven els millors equips, uns quarts i les semifinals.
El 2009 es va convertir en la Lliga de Campions Femenina de la UEFA. S'hi van incloure les subcampiones de les millors lligues, i la segona fase de grups va ser substituïda per eliminatòries directes de vuitens de final. La final es juga a un sol partit.
El país més reeixit en la competició és Alemanya, ja que els seus equips han guanyat la competició 9 vegades. A més, és l'únic país amb més d'un equip campió, essent el 1. FFC Frankfurt el més llorejat (4 triomfs). Tot i això, el club amb més títols és l'Olympique de Lió, que l'ha guanyat en 8 ocasions. També cal destacar que és l'única competició de la UEFA per a la qual s'ha classificat un equip de l'antiga RD Alemanya després de la caiguda del mur de Berlín, el Turbine Potsdam, que fins i tot l'ha guanyat en dues ocasions. Els altres països amb equips campions d'Europa són Suècia, França, Anglaterra i Espanya.
A partir de la temporada 2021-22 s'estrenà un nou format de la competició, on els setzens de final foren substituïts per una fase de grups amb 16 equips, amb màrqueting i televisió centralitzada. Aquest canvi, aprovat pel comitè executiu de la UEFA a Nyon el 2019, fou el primer resultat de l'estratègia que la UEFA s'havia proposat per a duplicar l'abast i el valor de la competició femenina. El canvi significà la participació de 62 equips i un augment del nombre de partits del 20%. Les sis associacions amb millor coeficient UEFA van passar a entrar-hi tres equips, les associacions del 7 al 16 n'hi entren dos i les associacions restants un. La competició es reestructura per ressemblar el format de la Lliga de Campions masculina, amb una fase de grups a dues volta i dues vies per a la classificació (una de campiones i una de no campiones) per als equips que no es classifiquen automàticament per a la fase de grups. Els equips que es classifiquen directament són el campió vigent i els campions de les tres primeres feredacions. Quan el campió es classifica també com a campió en guanyar la seva lliga, entra també de forma directa a la fase de grups el campió de la quarta federació.
El 4 de desembre de 2023, es va anunciar un nou format a partir de la temporada 2025-26. Les set associacions amb millor coeficient UEFA hi entraran tres equips, les associacions del 8 al 17 dos i les restants un. La competició es reestructura per assemblar-se més al format masculí, amb una "fase de lliga" del sistema suís que consta de 6 partits contra 6 oponents diferents (3 a casa i 3 fora) i dos camins (un camí de campions i un camí de no campions) per als equips que no es classifiquen automàticament per a la fase de lliga. En aquesta es classifiquen directament el campió vigent, els campions de les sis primeres associacions i els subcampions de les dues primeres.

## Resultats
| En negreta = Equip guanyador (1) = Nombre de campionats (prò.) = Pròrroga (p.) = Tanda de penals Nota. Noms dels equips segons l'època |

| Edició                                | Temp.                    | Data                     | Campió                   | Res.                     | Subcampió                | Seu                                             | refs                     |
| Copa Femenina de la UEFA              | Copa Femenina de la UEFA | Copa Femenina de la UEFA | Copa Femenina de la UEFA | Copa Femenina de la UEFA | Copa Femenina de la UEFA | Copa Femenina de la UEFA                        | Copa Femenina de la UEFA |
| ------------------------------------- | ------------------------ | ------------------------ | ------------------------ | ------------------------ | ------------------------ | ----------------------------------------------- | ------------------------ |
| I                                     | 2001–02                  | 23-05-2002               | FFC Frankfurt (1)        | 2-0                      | Umeå IK                  | Waldstadion, Frankfurt am Main                  | [ 9 ]                    |
| II                                    | 2002-03                  | N/D                      | Umeå IK (1)              | 4-1 / 0-3                | Fortuna Hjørring         | Umeå (anada) / Hjørring (tornada)               |                          |
| III                                   | 2003-04                  | N/D                      | Umeå IK (2)              | 3-0 / 0-5                | FFC Frankfurt            | Estocolm (anada) / Frankfurt del Main (tornada) |                          |
| IV                                    | 2004-05                  | N/D                      | Turbine Potsdam (1)      | 0-2 / 3-1                | Djurgårdens IF           | Estocolm (anada) / Potsdam (tornada)            |                          |
| V                                     | 2005-06                  | N/D                      | FFC Frankfurt (2)        | 0-4 / 3-2                | Turbine Potsdam          | Potsdam (anada) / Frankfurt del Main (tornada)  |                          |
| VI                                    | 2006-07                  | N/D                      | Arsenal LFC (1)          | 0-1 / 0-0                | Umeå IK                  | Umeå (anada) / Londres (tornada)                |                          |
| VII                                   | 2007-08                  | N/D                      | FFC Frankfurt (3)        | 1-1 / 3-2                | Umeå IK                  | Umeå (anada) / Frankfurt del Main (tornada)     |                          |
| VIII                                  | 2008-09                  | N/D                      | Duisburg (1)             | 1-6 / 1-1                | Zvezda Perm              | Kazan (anada) / Duisburg (tornada)              |                          |
| Lliga de Campions Femenina de la UEFA |                          |                          |                          |                          |                          |                                                 |                          |
| IX                                    | 2009-10                  | 20-05-2010               | Turbine Potsdam (2)      | 0-0 (7-6, p.)            | Olympique Lió            | Coliseum Alfonso Pérez, Getafe                  |                          |
| X                                     | 2010-11                  | 26-05-2011               | Olympique Lió (1)        | 2-0                      | Turbine Potsdam          | Craven Cottage, Londres                         |                          |
| XI                                    | 2011-12                  | 17-05-2012               | Olympique Lió (2)        | 2-0                      | 1. FFC Frankfurt         | Olympiastadion, Múnic                           |                          |
| XII                                   | 2012-13                  | 23-05-2013               | Wolfsburg (1)            | 1-0                      | Olympique Lió            | Stamford Bridge, Londres                        |                          |
| XIII                                  | 2013-14                  | 22-05-2014               | Wolfsburg (2)            | 4-3                      | Tyresö FF                | Estádio do Restelo, Lisboa                      |                          |
| XIV                                   | 2014-15                  | 14-05-2015               | 1. FFC Frankfurt (4)     | 2-1                      | PSG                      | Friedrich-Ludwig-Jahn-Sportpark, Berlín         |                          |
| XV                                    | 2015-16                  | 26-05-2016               | Olympique Lió (3)        | 1-1 (4-3, p.)            | Wolfsburg                | Mapei Stadium, Reggio Emilia                    |                          |
| XVI                                   | 2016-17                  | 01-06-2017               | Olympique Lió (4)        | 0-0 (7-6, p.)            | PSG                      | Cardiff City Stadium, Cardiff                   |                          |
| XVII                                  | 2017-18                  | 24-05-2018               | Olympique Lió (5)        | 4-1 (prò.)               | Wolfsburg                | Estadi Valeriy Lobanovskyi Dynamo, Kiev         |                          |
| XVIII                                 | 2018-19                  | 18-05-2019               | Olympique Lió (6)        | 4-1                      | FC Barcelona             | Groupama Arena, Budapest                        | [ 10 ]                   |
| XIX                                   | 2019-20                  | 30-08-2020               | Olympique Lió (7)        | 3-1                      | Wolfsburg                | Estadi d'Anoeta, Sant Sebastià                  |                          |
| XX                                    | 2020-21                  | 16-05-2021               | FC Barcelona (1)         | 4-0                      | Chelsea FC               | Estadi Gamla Ullevi, Goteborg                   | [ 1 ]                    |
| XXI                                   | 2021-22                  | 21-05-2022               | Olympique Lió (8)        | 3-1                      | FC Barcelona             | Juventus Stadium, Torí                          | [ 11 ]                   |
| XXII                                  | 2022-23                  | 03-06-2023               | FC Barcelona (2)         | 3-2                      | Wolfsburg                | Philips Stadion, Eindhoven                      | [ 12 ] [ 13 ]            |
| XXIII                                 | 2023-24                  | 25-05-2024               | FC Barcelona (3)         | 2-0                      | Olympique Lió            | Estadi de San Mamés, Bilbao                     | [ 14 ]                   |
| XXIV                                  | 2024-25                  | 24-05-2025               | Arsenal LFC (2)          | 1-0                      | FC Barcelona             | Estádio José Alvalade, Lisboa                   | [ 15 ]                   |
| XXV                                   | 2025-26                  |                          |                          |                          |                          | Estadi Ullevaal, Oslo                           |                          |

## Palmarès

### Per clubs
| Equip                            | Campió | Subcampió | Finals | Anys campió                                                            | Anys subcampió                     |
| -------------------------------- | ------ | --------- | ------ | ---------------------------------------------------------------------- | ---------------------------------- |
| Olympique Lyonnais               | 8      | 3         | 11     | 2010-11, 2011-12, 2015-16, 2016-17, 2017-18, 2018-19, 2019-20, 2021-22 | 2009-10, 2012-13, 2023-24          |
| 1. Frauen-Fußball-Club Frankfurt | 4      | 2         | 6      | 2001-02, 2005-06, 2007-08, 2014-15                                     | 2003-04, 2011-12                   |
| Futbol Club Barcelona            | 3      | 3         | 6      | 2020-21, 2022-23, 2023-24                                              | 2018-19, 2021-22, 2024-25          |
| VfL Wolfsburg Frauen             | 2      | 4         | 6      | 2012-13, 2013-14                                                       | 2015-16, 2017-18, 2019-20, 2022-23 |
| Umeå IK                          | 2      | 3         | 5      | 2002-03, 2003-04                                                       | 2001-02, 2006-07, 2007-08          |
| 1.FFC Turbine Potsdam            | 2      | 2         | 4      | 2004-05, 2009-10                                                       | 2005-06, 2010-11                   |
| Arsenal Women Football Club      | 2      | 0         | 2      | 2006-07, 2024-25                                                       | ―                                  |
| FCR 2001 Duisburg                | 1      | 0         | 1      | 2008-09                                                                | ―                                  |
| Paris Saint-Germain              | 0      | 2         | 2      | ―                                                                      | 2014-15, 2016-17                   |
| Djurgården IF                    | 0      | 1         | 1      | ―                                                                      | 2004-05                            |
| Fortuna Hjørring                 | 0      | 1         | 1      | ―                                                                      | 2002-03                            |
| Zvezda 2005 Perm                 | 0      | 1         | 1      | ―                                                                      | 2008-09                            |
| Tyresö FF                        | 0      | 1         | 1      | ―                                                                      | 2013-14                            |
| Chelsea FC                       | 0      | 1         | 1      | ―                                                                      | 2020-21                            |

### Per nacions
| Nació      | Campions | Subcampions | Semifinalistes | Campions                                                                                               | Subcampions                                                      | Semifinalistes                                                                                        |
| ---------- | -------- | ----------- | -------------- | --- | ---------------------------------------------------------------- | --- |
| Alemanya   | 9        | 8           | 9              | - 1. Frauen-Fußball-Club Frankfurt (4) - Turbine Potsdam (2) - VfL Wolfsburg Frauen (2) - Duisburg (1) | - VfL Wolfsburg Frauen (4) - Frankfurt (2) - Turbine Potsdam (2) | - Frankfurt (2) - Turbine Potsdam (2) - Duisburg (2) - Bayern de Múnic (2) - VfL Wolfsburg Frauen (2) |
| França     | 8        | 5           | 9              | - Olympique Lyonnais (8)                                                                               | - Olympique Lyonnais (3) - Paris Saint-Germain (2)               | - Paris Saint-Germain (4) - Olympique Lyonnais (2) - Toulouse (1) - Montpellier (1) - Paris FC (1)    |
| Catalunya  | 3        | 2           | 2              | - Barcelona (3)                                                                                        | - Barcelona (2)                                                  | - Barcelona (2)                                                                                       |
| Suècia     | 2        | 5           | 4              | - Umeå (2)                                                                                             | - Umeå (3) - Djurgården (1) - Tyresö (1)                         | - Umeå (2) - Djurgården (1) - Malmö (1)                                                               |
| Anglaterra | 2        | 1           | 13             | - Arsenal (2)                                                                                          | - Chelsea FC (1)                                                 | - Arsenal (6) - Chelsea FC (4) - Manchester City (2) - Birmingham City (1)                            |
| Dinamarca  | 0        | 1           | 3              | | - Fortuna Hjørring (1)                                           | - Brøndby (3)                                                                                         |
| Rússia     | 0        | 1           | 0              | | - Zvezda Perm (1)                                                | |
| Noruega    | 0        | 0           | 2              | |                                                                  | - Trondheims-Ørn (1) - Kolbotn (1)                                                                    |
| Finlàndia  | 0        | 0           | 1              | |                                                                  | - HJK (1)                                                                                             |
| Itàlia     | 0        | 0           | 1              | |                                                                  | - Bardolino Verona (1)                                                                                |

## Estadístiques

### Taula històrica de golejadores
Nota: Fins a 25 de maig de 2024. En negreta les jugadores actualment en actiu.
| Pos. | Jugadora              | Gols | Club                                                                     |
| ---- | --------------------- | ---- | ------------------------------------------------------------------------ |
| 1    | Ada Hegerberg         | 64   | Stabæk, 1. FFC Turbine Potsdam, Olympique Lió                            |
| 2    | Anja Mittag           | 51   | 1. FFC Turbine Potsdam, FC Rosengård, Paris Saint-Germain, VfL Wolfsburg |
| 3    | Eugénie Le Sommer     | 48   | Olympique Lió                                                            |
| 3    | Conny Pohlers         | 48   | 1. FFC Turbine Potsdam, 1. FFC Frankfurt, VfL Wolfsburg                  |
| 5    | Marta Vieira da Silva | 46   | Umeå IK, Tyresö FF, FC Rosengård                                         |
| 6    | Camille Abily         | 43   | Montpellier HSC, Olympique Lió                                           |
| 7    | Kim Little            | 42   | Hibernians FC, Arsenal FC                                                |
| 7    | Lotta Schelin         | 42   | Olympique Lió, FC Rosengård,                                             |
| 8    | Nina Burger           | 40   | SV Neulengbach                                                           |
| 10   | Hanna Ljungberg       | 39   | Umeå IK                                                                  |

### Màxima golejadora per temporada
Nota: no es comptabilitzen els gols de les rondes prèvies o classificatòries
| Edició  | Jugadora          | Club                    | Gols |
| ------- | ----------------- | ----------------------- | ---- |
| 2001-02 | Steffi Jones      | 1. FFC Frankfurt        | 9    |
| 2002-03 | Hanna Ljungberg   | Umeå IK                 | 10   |
| 2003-04 | Chiara Gazzoli    | Hellas Foroni Verona FC | 10   |
| 2004-05 | Conny Pohlers     | 1. FFC Turbine Potsdam  | 6    |
| 2005-06 | Conny Pohlers     | 1. FFC Turbine Potsdam  | 8    |
| 2006-07 | Hanna Ljungberg   | Umeå IK                 | 7    |
| 2007-08 | Marta Vieira      | Umeå IK                 | 5    |
| 2007-08 | Conny Pohlers     | 1. FFC Frankfurt        | 5    |
| 2008-09 | Inka Grings       | MSV Duisburg            | 7    |
| 2009-10 | Vanessa Bürki     | FC Bayern de Múnic      | 11   |
| 2010-11 | Inka Grings       | MSV Duisburg            | 11   |
| 2011-12 | Camille Abily     | Olympique Lió           | 9    |
| 2011-12 | Eugénie Le Sommer | Olympique Lió           | 9    |
| 2012-13 | Conny Pohlers     | VfL Wolfsburg           | 8    |
| 2012-13 | Patrizia Panico   | ASD Sassari Torres      | 8    |
| 2013-14 | Martina Müller    | VfL Wolfsburg           | 10   |
| 2014-15 | Célia Šašić       | 1. FFC Frankfurt        | 14   |
| 2015-16 | Ada Hegerberg     | Olympique Lió           | 13   |
| 2016-17 | Zsanett Jakabfi   | VfL Wolfsburg           | 8    |
| 2016-17 | Vivianne Miedema  | FC Bayern de Múnic      | 8    |
| 2017-18 | Ada Hegerberg     | Olympique Lió           | 15   |
| 2018-19 | Pernille Harder   | VfL Wolfsburg           | 8    |
| 2019-20 | Vivianne Miedema  | Arsenal FC              | 10   |
| 2020-21 | Jenni Hermoso     | FC Barcelona            | 6    |
| 2020-21 | Fran Kirby        | Chelsea FC              | 6    |
| 2021-22 | Alèxia Putellas   | FC Barcelona            | 11   |
| 2022-23 | Ewa Pajor         | Wolfsburg               | 9    |
| 2023-24 | Kadidiatou Diani  | Olympique Lió           | 8    |
| 2024-25 | Clàudia Pina      | FC Barcelona            | 10   |